# Nicolas Rolland
Nicolas Rolland est un homme politique français né le 24 septembre 1757 à Paris et mort le 18 novembre 1838 à Paris.

## Biographie
Employé aux vivres militaires, puis négociant à Marseille, il est député des Bouches-du-Rhône de 1815 à 1820, siégeant à droite, avec les ultra-royalistes et soutenant les gouvernements de la Restauration.

## Sources
- « Nicolas Rolland », dans Adolphe Robert et Gaston Cougny, Dictionnaire des parlementaires français, Edgar Bourloton, 1889-1891 [détail de l’édition]